# Ermita de los Santos Abdón y Senén (Algemesí)
La ermita de los Santos Abdón y Senén es un pequeño templo situado en la calle Valencia, 61 bis, en el municipio de Algemesí. Es Bien de Relevancia Local con identificador número 46.20.029-010.

## Historia
El edificio se encuentra en el centro urbano de Algemesí, ocupando el antiguo emplazamiento de una de las puertas de la ciudad. Según la tradición local, su erección se debe a la promesa realizada por un carlista que se ocultó en el lugar huyendo de los isabelinos. Al salvarse, habría edificado el templo.
El Plan General de Ordenación Urbana de Algemesí establece la fecha de edificación entre 1810 y 1820, con lo que contradice la tradición popular. Este mismo documento incluye tanto el edificio como el retablo cerámico entre los bienes protegidos.

## Descripción
Es desproporcionadamente pequeña pues queda encajonada entre dos edificios de mayor altura, particularmente el situado a su derecha.
El edificio es de estilo barroco. Encajada entre dos edificios, la fachada es sencilla y está dominada por la puerta de acceso, rectangular y adintelada. En sus hojas de madera, hay postigos y mirillas. Sobre la puerta hay un retablo cerámico con la imagen de los titulares. Sobre el retablo se abre una ventana cuadrada. A la altura de esta, en los extremos de la fachada, hay sendos faroles. Sobre el alero se eleva la espadaña con campana y una veleta con las siluetas de los santos.
El interior es de planta rectangular, con piso ajedrezado y cubierto de bóveda de arista apoyada en una cornisa y dividida en dos tramos por un arco fajón. Los muros son de mampostería y ladrillos.
Contiene un pequeño altar barroco. En la hornacina central figuran las imágenes de San Abdón y San Senén, obra de Inocencio Pérez Cuesta, flanqueados por otras imágenes. Todas ellas son posteriores a 1940.